# Галдау (Калараш)
Галдау (рум. Gâldău) насеље је у Румунији у округу Калараш у општини Жегалија. Oпштина се налази на надморској висини од 14 m.

## Становништво
Према подацима из 2002. године у насељу је живело 1538 становника, од којих су сви румунске националности.